# Киселёв, Леонид Владимирович
Леонид Владимирович Киселёв (21 сентября 1946, Киев — 19 октября 1968, Киев) — советский поэт (писавший на русском и украинском языках).

## Биография
Леонид Киселёв родился в 1946 году в Киеве. Писать стихи Леонид начал в 11 лет. Ещё будучи школьником, опубликовал подборку стихов в «Новом мире» (1963, № 3). Окончил среднюю школу № 37. Поступил в Киевский университет на переводческое отделение факультета иностранных языков (английский язык).
Умер от рака крови.

## Семья
- Отец — Владимир Леонтьевич Киселёв (3 мая 1922, Киев, Украинская ССР — 1 марта 1995, Киев, Украина) — украинский советский писатель.
- Мать — Зоя Ефимовна Генкина — (22 июня 1920 — 11 марта 2004, Киев, Украина), выпускница актёрского факультета Киевского театрального института .
- Брат — Сергей Владимирович (5 февраля 1954 — 11 декабря 2006) — писатель, журналист.

## Публикации

### Стихотворение
Я постою у края бездны 

И вдруг пойму, сломясь в тоске, 

Что всё на свете — только песня 

На украинском языке.

Посмертно изданы следующие сборники:
- «Стихи-Вірші» (1970),
- «Последняя песня — Остання пісня» (1979),
- «Только дважды живем…» (1991).

Стихи Леонида Киселёва опубликованы в ряде поэтических антологий.

### Не опубликованное
- 24 октября 1965 Леонид Владимирович написал стихотворение «Осенний город» и посвятил его маме Виктора Некрасова[1].

## Цитаты
Молодой Леонид Киселёв отзывался о своем творчестве следующим образом:

Многие считают мои стихи талантливыми, а я достаточно хорошо разбираюсь в литературе, чтобы согласиться с ними

## Память
- В 2006 году, к 60-летию со дня рождения поэта, издательство «Факт» выпустило сборник стихов «…всё на свете только песня на украинском языке».
- Именем Леонида Киселёва назван молодёжный поэтический фестиваль.
- Через 24 года после смерти Леонид Владимирович стал лауреатом Государственной премии им. П. Тычины.
- Спустя 26 лет после смерти Леонид Киселёв стал членом Союза писателей Украины.
- Его стихи («Не поможет ни сила, ни меткость…», «Скользанки», и др.) звучат в фильме «Переходный возраст» (1968) от лица главной героини 14-летней Оли (в исполнении Е. Прокловой)